# Highest Power
Highest Power (escrita por G.G. Allin em 1993, logo após sua saída da prisão, e gravada ainda no mesmo ano com a banda "Murder Junkies) é a faixa de abertura do álbum "Brutality and Bloodshed for All e tem apenas 59 segundos.
A música é uma espécie de blasfêmia contra a religião, em que G.G. Allin grita contra os padres, as freiras, dizendo que queimará igrejas, e dizendo, acima de tudo, que a religião é pouco convincente.
A música é uma das mais famosas de todo o repertório de G.G. Allin por ter sido tocada no último show de G.G. Allin, poucos dias antes de sua morte. Há também bastante vídeos por toda a internet que mostra G.G. Allin e o Murder Junkies tocando essa música.